# 方氏宗祠 (周家乡)
方氏宗祠，位于中华人民共和国浙江省衢州市衢江区周家乡，是浙江省省级文物保护单位之一。
2017年1月19日，方氏宗祠被列入第七批浙江省文物保护单位，该文物保护单位是一座古建筑。